# جبل عفف
جبل عفف هو أحد جبال الحجاز التي تشكل الدرع العربي الذي يفصل بين إقليم تهامة وإقليم نجد ويبعد عن شواطيء البحر الأحمر قرابة 30 كيلو متر تقريبا ويقع في منطقة مكة المكرمة جنوب شرق محافظة الليث وشمال شرق محافظة أضم وتستوطنه بعض قبيلة (بني هلال الهوازنية) وصخوره صلبه ذات لون أبيض مائل للفضي ، والجبل في قمتة مليء بالمناظر الخلابة والمزارع والأودية والفراع وله إطلالة على البحر الأحمر ، ويتمتع زائره في فصل الصيف بإجواء رائعة ومعتدلة ، ويحمل الجبل في جنباته آثارا نادرة للعصور السابقة و نقوشا اثرية.